# Hermann-Frédéric de Hohenzollern-Hechingen
Le Comte Hermann Frédéric de Hohenzollern-Hechingen (en allemand, Hermann Friedrich von Hohenzollern-Hechingen), né le 11 janvier 1665 au Château de hechingen, et mort le 23 janvier 1733 à Fribourg-en-Brisgau, second fils de Philippe Christophe Frédéric de Hohenzollern-Hechingen et de Marie-Sidonie de Bade-Rodemachern est un membre de la Maison de Hohenzollern-Hechingen. Chanoine de Cologne et de Strasbourg, il quitte l'état ecclésiastique avec dispense papale. Il devient dès lors gouverneur de Fribourg-en-Brisgau.

## Mariage et descendance
Hermann Frédéric de Hohenzollern-Sigmaringen épouse en premières noces le 8 septembre 1704 Éléonore-Madeleine margrave de Brandebourg-Bayreuth (Bayreuth 24 janvier 1673 - Ettlingen 23 décembre 1711 (fille du margrave Christian de Brandebourg-Bayreuth), convertie au catholicisme peu avant sa mort.
Une fille est née de cette union, :
- Eléonore (Eleonore Elisabeth Auguste) de Hohenzollern-Hechingen (20 janvier 1705 - Hall en Tyrol 30 mars 1762). Chanoinesse de Hall.

Devenu veuf, il épouse en secondes noces à Oettingen le 28 mai 1714 Josèphe comtesse d'Oettingen-Spielberg (Oettingen 19 septembre 1694 - y décédée le 21 août 1738, fille de François-Albert, comte puis Prince d'Oettingen-Spielberg et de Jeanne baronne von Schwendl, laquelle lui donne douze enfants
- Marie (Maria Christina) de Hohenzollern-Hechingen (Bayreuth 25 mars 1715 - Schuschitz 6 août 1749), épouse en 1733 Jean-Joseph, Comte von Thun und Hohenstein.
- Sophie de Hohenzollern-Hechingen (2 mars 1716 - 14 juillet 1716)
- Joseph Frédéric Guillaume de Hohenzollern-Hechingen (1717-1798), devenu Prince de Hohenzollern-Hechingen en 1750.
- Hermann (Hermann Friedrich Georg Franz Johann Aloys Joseph) de Hohenzollern-Hechingen (Oettingen juin 1719 - mai 1724)
- François-Xavier de Hohenzollern-Hechingen (1720-1765), épouse en 1748 Anna comtesse von Hoensbroech, dont postérité.
- Marie-Anne (Maria Anna) de Hohenzollern-Hechingen (Oettingen 7 août 1722 - Vienne 12 octobre 1806) Chanoinesse (1752), puis Doyenne et Sacristine de Buchau.
- Amédée (Amadeus) de Hohenzollern-Hechingen (1724 - Augsbourg 16 avril 1753), Chanoine de Cologne, Augsbourg et Ellwangen.
- Frédéric de Hohenzollern-Hechingen (Fribourg 24 février 1726 - Brunn 28 février 1812), épouse à Hrabin 1774 Ernestine von Sobeck (de) (1749-1825), laquelle lui donne six enfants.
- Marie-Françoise (Maria Franziska Josepha) de Hohenzollern-Hechingen (Fribourg 20 janvier 1728 - Vienne 3 décembre 1801), épouse à Vienne en 1747 François, Prince de Clary et Aldringen.
- Marie-Sidonie (Maria Sidonia) de Hohenzollern-Hechingen (Vienne 24 février 1729 - Vienne 28 avril 1815), épouse à Vienne en 1749 François de Paule, Prince von Kinsky.
- Meinrad (Meinrad Joseph Friedrich Karl) de Hohenzollern-Hechingen (Fribourg 1730 - Veringendorf 16 septembre 1823), Chanoine de Constance et de Cologne et curé de Veringendorf.
- Jean-Charles (Johann Nepomuk Karl Franz) de Hohenzollern-Hechingen (Fribourg 25 juillet 1732 - Oliva 11 août 1803), Évêque d'Ülm en 1785, Prince-Évêque d'Ermeland et Abbé d'Oliva depuis le 16 juillet 1795.